# パーマネント・ヴァケイション
『パーマネント・ヴァケイション』（Permanent Vacation）は、アメリカのロックバンド、エアロスミスが1987年に発売した9thアルバム。

## 解説
エアロスミスの第二期黄金期のきっかけとなったオリジナルアルバム。全米アルバムチャート第11位。更に、イギリスでバンドにとって初のアルバム・チャート入りを果たした。また、「デュード」（全米14位・全英45位）、「エンジェル」（全米3位・全英69位）、「ラグ・ドール」（全米17位）といったシングル・ヒットを生んだ。
ボン・ジョヴィ等を手掛けたブルース・フェアバーンがプロデュースを担当。また、エアロスミスは本作で初めて、外部ソングライターを積極的に起用した。「デュード」「エンジェル」等に関わったデスモンド・チャイルドは、ボン・ジョヴィとの共作経験もあり、「マジック・タッチ」「ハングマン・ジューリー」等に関わったジム・ヴァランスは、ブライアン・アダムスとの活動で有名。
「エンジェル」は後に、日本のTVドラマ『エンジン』のオープニング・テーマに使用された。
「アイム・ダウン」はビートルズのカヴァー。

## 収録曲
1. ハーツ・ダン・タイム - Heart's Done Time 
Words/Music:Joe Perry, Desmond Child
2. マジック・タッチ - Magic Touch 
Words/Music:Steven Tyler, J. Perry, Jim Vallance
3. ラグ・ドール - Rag Doll 
Words/Music:S. Tyler, J. Perry, J. Vallance, Holly Knight
4. シモライア - Simoriah 
Words/Music:S. Tyler, J. Perry, J. Vallance
5. デュード - Dude (Looks Like a Lady) 
Words/Music:S. Tyler, J. Perry, D. Child
6. セント・ジョン - St. John 
Words/Music:S. Tyler
7. ハングマン・ジュリー - Hangman Jury 
Words/Music:S. Tyler, J. Perry, J. Vallance
8. ガール・キープス・カミング・アパート - Girl Keeps Coming Apart 
Words/Music:S. Tyler, J. Perry
9. エンジェル - Angel 
Words/Music:S. Tyler, D. Child
10. パーマネント・ヴァケイション - Permanent Vacation 
Words/Music:S. Tyler, Brad Whitford
11. アイム・ダウン - I'm Down 
Words/Music:John Lennon, Paul McCartney
12. ザ・ムーヴィー - The Movie 
Words/Music:S. Tyler, J. Perry, B. Whitford, Tom Hamilton, Joey Kramer

## 参加ミュージシャン
- スティーヴン・タイラー - ボーカル、ピアノ、ハーモニカ
- ジョー・ペリー - ギター
- ブラッド・ウィットフォード - ギター
- トム・ハミルトン - ベース
- ジョーイ・クレイマー - ドラムス、パーカッション

ゲスト・ミュージシャン
- ジム・ヴァランス - オルガン
- ドリュー・アーノット - メロトロン
- モーガン・ラエル - スティールドラム
- ブルース・フェアバーン&スコット・フェアバーン - チェロ
- ザ・マルガリータ・ホーンズ(Tom Keenlyside, Ian Putz, Bob Rogers, Henry Christian, Bruce Fairbairn) - ホーン・セクション